# Pererîta
Pererîta è un comune della Moldavia situato nel distretto di Briceni di 1.844 abitanti al censimento del 2004.